# 五千石村 (鳥取県)
五千石村（ごせんごくそん）は、鳥取県西伯郡にあった村。現在の米子市の一部にあたる。

## 地理
米子平野の東南部、日野川左岸の低平地に位置していた。
- 河川：法勝寺川[3]

## 歴史
- 1889年（明治22年）10月1日、町村制の施行により、会見郡諏訪村、八幡村、福市村が合併して村制施行し、五千石村が発足[1][2]。旧村名を継承した諏訪、八幡、福市の3大字を編成[2]。
- 1896年（明治29年）4月1日、郡の統合により西伯郡に所属[2]。
- 1916年（大正5年）五千石郵便局開設[2]。
- 1922年（大正11年）五千石診療所開設[2]。1949年（昭和24年）個人経営に転換[2]。
- 1934年（昭和9年）電話開通[2]
- 1953年（昭和28年）10月1日、米子市に編入され廃止[1][2]。編入後、米子市大字諏訪・八幡・福市となる[2]。

### 地名の由来
次の諸説あり。
1. 五千石の米を産出することによる。
2. 『和名類聚抄』に記載の巨勢郷に由来。

## 産業
- 農業[2]

## 教育
- 1888年（明治21年）八幡小学校が諏訪村に移転し、改築して諏訪尋常小学校に改称[3]。1894年（明治27年）校舎新築[3]。1901年（明治34年）高等科併置[3]。1905年（明治38年）五千石村・幡郷村の組合立諏訪尋常高等小学校を設立[3]。1916年（大正5年）両村学校組合を解き、五千石尋常高等小学校を新設[3]。1928年（昭和3年）大字八幡に新築移転[3]。1941年（昭和16年）五千石国民学校に改称[4]。1947年（昭和22年）五千石小学校に改称[4]。（現米子市立五千石小学校）